# سفارة جورجيا في اليابان
سفارة جورجيا في اليابان هي أرفع تمثيل دبلوماسي لدولة جورجيا لدى اليابان. تقع السفارة في ميناتو وهي تهدف لتعزيز المصالح الجورجية في اليابان.

## وصلات خارجية
- قائمة سفارات جورجيا
- قائمة السفارات في اليابان